# Polyphaenis nebulifera
Polyphaenis nebulifera är en fjärilsart som beskrevs av Achille Guenée 1841. Polyphaenis nebulifera ingår i släktet Polyphaenis och familjen nattflyn. Inga underarter finns listade i Catalogue of Life.